# (22185) Štiavnica
(22185) Štiavnica ist ein Asteroid des Hauptgürtels, der am 29. Dezember 2000 von den slowakischen Astronomen Ulrika Babiaková und Peter Kušnirák an der Sternwarte Ondřejov (IAU-Code 557) in Tschechien entdeckt wurde.
Der Asteroid wurde am 9. Mai 2001 nach der Stadt Banská Štiavnica benannt, dem Geburtsort von Ulrika Babiaková.